# 瑪麗亞·維吉尼亞·宗塔
瑪麗亞·維吉尼亞·宗塔（1989年9月30日—）是一名阿根廷排球運動員，曾代表國家參加2012年倫敦奧運的女子沙灘排球比賽，並未獲得獎牌。她也参加了2011年泛美运动会。